# Audi S1 EKS RX quattro

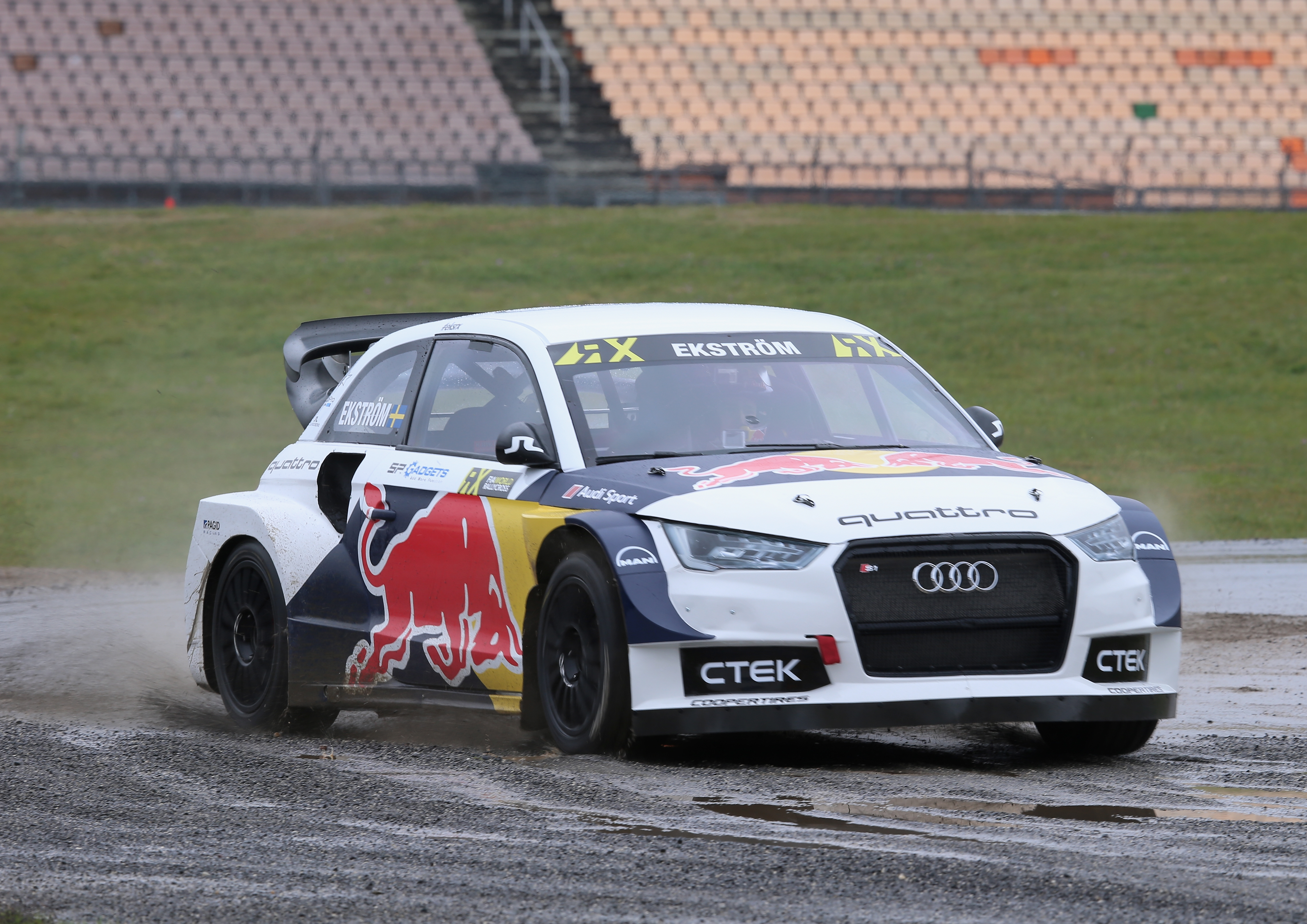
Audi S1 Eks Rx quattro

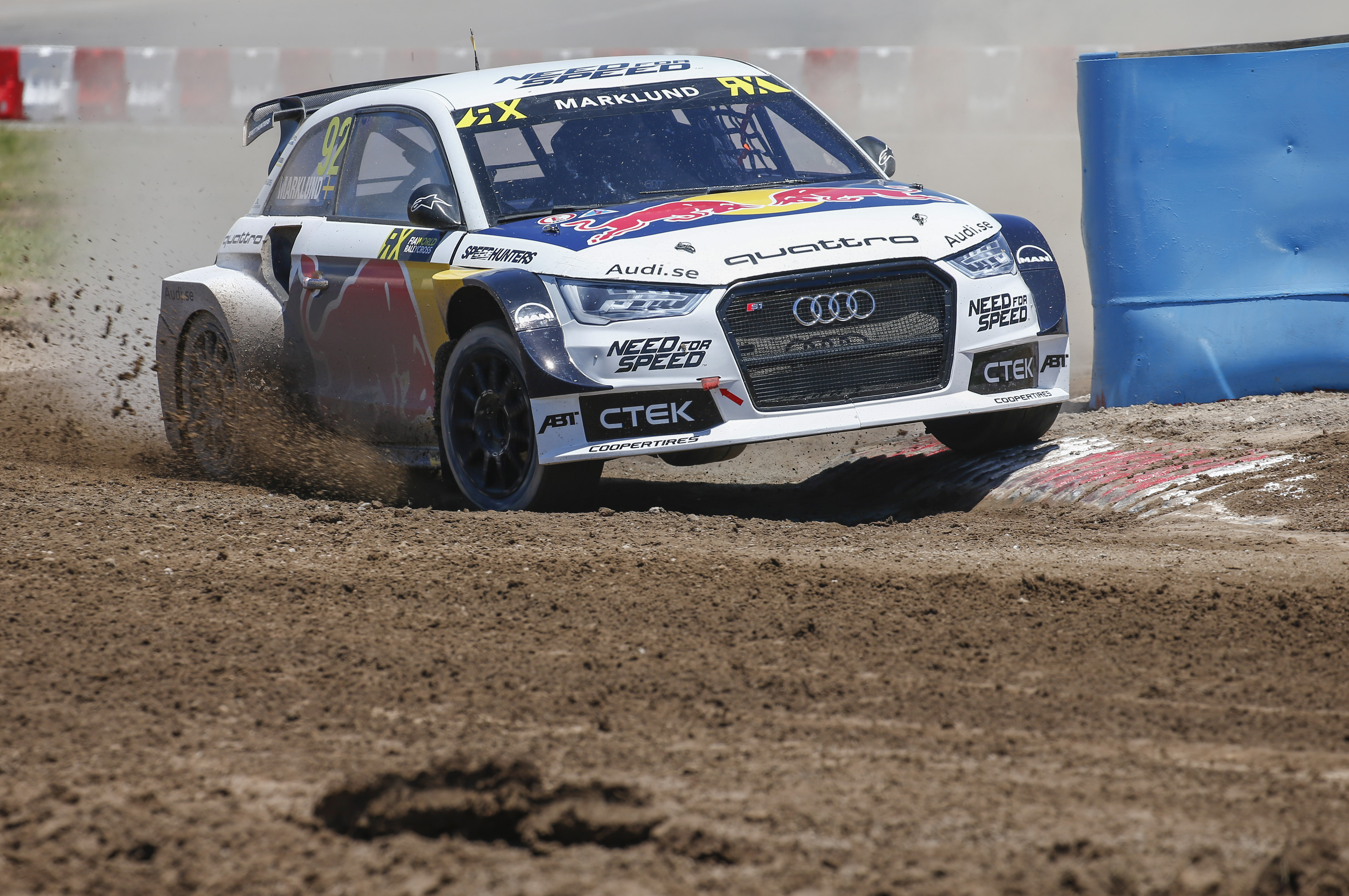
En competició

L'Audi S1 EKS RX quattro és un cotxe fabricat per Audi Sports per a la modalitat de ral·li. El cotxe va estar presentat de manera oficial l'any 2016 a Silverstone.
Aquest cotxe disposa d'un motor de 4 cilindres, turbo alimentats amb un total de 580 CV de potència, té atracció a les quatre rodes amb el sistema quattro, de 0 a 100 km/h amb només 2,4 segons. Ha obtingut una gran millora en l'aerodinàmica amb relació a models anteriors, ja que li permet està més enganxat a terra amb més efectivitat. El cotxe va està dissenyat amb el xassís de l'Audi A1, però el van redissenyar amb l'aerodinàmica i la potencia per combatre contra altres cotxes (Volkswagen, Peugeot...) de la seva categoria.
Alguns dels pilots que han conduït aquest cotxe són, Carlos Sainz (Pare), Mattias Ekström, Stig Blomqvist o Stéphane Peterhansel-Edouard Boulanger. En els primers anys del cotxe el pilot Mattias Ekström, va guanyar 4 carreres i va quedar subcampió del mundial l'any 2017.